# 凡納島

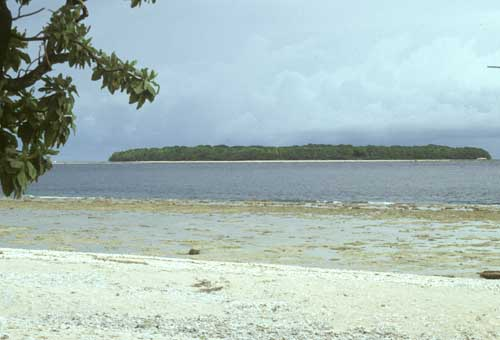

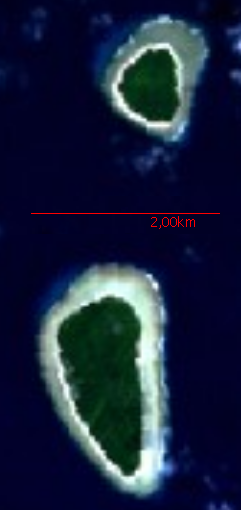

凡納島是帛琉的島嶼，位於太平洋海域，由松索羅爾群島負責管轄，長0.74公里、寬0.5公里，面積0.54平方公里，最高點海拔高度1米，島上無人居住。